# Lakshman Kadirgamar
Lakshman Kadirgamar (né le 12 avril 1932, assassiné le 13 août 2005 à Colombo par les Tigres tamouls), était un homme d'État srilankais. 

## Biographie
Il était un proche de la présidente srilankaise Chandrika Kumaratunga, qui l'avait nommé à la tête du ministère des Affaires étrangères du pays en avril 2004, poste qu'il avait déjà occupé de 1994 à 2001. Il avait mené une campagne internationale pour que les Tigres de libération de l'Eelam tamoul soient considérés comme une organisation terroriste.